# Culicoides ochraceipennis
Culicoides ochraceipennis är en tvåvingeart som beskrevs av Shevchenko 1970. Culicoides ochraceipennis ingår i släktet Culicoides och familjen svidknott. Inga underarter finns listade i Catalogue of Life.